# Żarnowiec (Krokowa)
Pour les articles homonymes, voir Żarnowiec.
Żarnowiec est une localité polonaise de la voïvodie de Poméranie et du powiat de Puck, située à proximité du lac Żarnowiec.